# Coppa del Generalissimo 1940
La Copa del Generalísimo 1940 fu la 36ª edizione della Coppa di Spagna. Il torneo iniziò il 12 maggio e si concluse il 30 giugno 1940. La finale si disputò allo Stadio de Vallecas di Madrid dove l'Espanyol ottenne il suo secondo titolo.

## Partecipanti
- Asturie:  Sporting Gijón, Sportiva Ovetense, Racing Langreano
- Baleari: Athletic FC de Palma
- Biscaglia:  Athletic Bilbao  Barakaldo  Erandio
- Canarie:  Tenerife
- Cantabria:  Racing Santander, Unión Montañesa
- Catalogna:  Espanyol  Girona  Barcellona  Sant Andreu
- Galizia:  Deportivo La Coruña  Celta Vigo
- Centro:  Atlético Madrid  Madrid CF  Ferroviaria
- Gipuzkoa-Navarra-Aragona:  Osasuna  Saragozza  Donostia  Alavés
- Murcia:  Murcia FC  Hércules
- Nord Africa:  Ceuta Sport
- Sud:  Siviglia  Real Betis  Malacitano
- Valencia:  Valencia  Levante

## Primo turno
|                   | Risultato |                     | Andata | Ritorno | Spareggio |  |
| ----------------- | --------- | ------------------- | ------ | ------- | --------- |  |
| Ferroviaria       | 3 - 6     | Deportivo La Coruña | 1 - 1  | 2 - 5   |           |  |
| Sportiva Ovetense | 3 - 9     | Celta Vigo          | 2 - 2  | 1 - 7   |           |  |
| Unión Montañesa   | 1 - 10    | Sporting Gijón      | 0 - 6  | 1 - 4   |           |  |
| Erandio           | 1 - 3     | Racing Santander    | 1 - 1  | 0 - 2   |           |  |
| Donostia          | 3 - 0     | Racing Langreano    | 3 - 0  | 0 - 0   |           |  |
| Alavés            | 0 - 10    | Athletic Bilbao     | 0 - 6  | 0 - 4   |           |  |
| Barakaldo         | 0 - 7     | Saragozza           | 0 - 4  | 0 - 3   |           |  |
| Girona            | 4 - 4     | Osasuna             | 1 - 2  | 3 - 2   | 0 - 2     |  |
| Athletic Palma    | 2 - 9     | Barcellona          | 2 - 2  | 0 - 7   |           |  |
| Valencia          | 11 - 3    | Sant Andreu         | 8 - 2  | 3 - 1   |           |  |
| Espanyol          | 10 - 2    | Levante             | 6 - 2  | 4 - 0   |           |  |
| Malacitano        | 2 - 3     | Hércules            | 2 - 1  | 0 - 2   |           |  |
| Murcia FC         | 0 - 6     | Madrid CF           | 0 - 4  | 0 - 2   |           |  |
| Ceuta Sport       | 1 - 5     | Real Betis          | 0 - 1  | 1 - 4   |           |  |
| Siviglia          | 6 - 2     | Tenerife            | 6 - 1  | 0 - 1   |           |  |

## Secondo turno
|                  | Risultato |                     | Andata | Ritorno | Spareggio |  |
| ---------------- | --------- | ------------------- | ------ | ------- | --------- |  |
| Barcellona       | 5 - 0     | Deportivo La Coruña | 4 - 0  | 1 - 0   |           |  |
| Atlético Madrid  | 2 - 2     | Saragozza           | 0 - 0  | 2 - 2   | 2 - 4     |  |
| Osasuna          | 2 - 7     | Madrid CF           | 1 - 4  | 1 - 3   |           |  |
| Hércules         | 5 - 2     | Athletic Bilbao     | 5 - 2  | 0 - 0   |           |  |
| Racing Santander | 4 - 1     | Sporting Gijón      | 3 - 0  | 1 - 1   |           |  |
| Celta Vigo       | 3 - 8     | Espanyol            | 1 - 3  | 2 - 5   |           |  |
| Valencia         | 7 - 5     | Donostia            | 3 - 1  | 4 - 4   |           |  |
| Siviglia         | 5 - 3     | Real Betis          | 3 - 0  | 2 - 3   |           |  |

## Quarti di finale
|            | Risultato |                  | Andata | Ritorno |  |
| ---------- | --------- | ---------------- | ------ | ------- |  |
| Barcellona | 1 - 3     | Espanyol         | 0 - 2  | 1 - 1   |  |
| Madrid CF  | 5 - 1     | Racing Santander | 3 - 1  | 2 - 0   |  |
| Hércules   | 4 - 5     | Valencia         | 2 - 1  | 2 - 4   |  |
| Siviglia   | 3 - 4     | Saragozza        | 1 - 0  | 2 - 4   |  |

## Semifinali
|           | Risultato |           | Andata | Ritorno |  |
| --------- | --------- | --------- | ------ | ------- |  |
| Espanyol  | 5 - 2     | Valencia  | 3 - 1  | 2 - 1   |  |
| Madrid CF | 2 - 1     | Saragozza | 1 - 0  | 1 - 1   |  |

## Finale
| Arbitro: | Ostalé |

|                        |           |                     |
| Jorge 30’ 86’ Mas 110’ | Marcatori | 5’ Alonso 89’ Alday |